# Rosenberg-Hochhaus

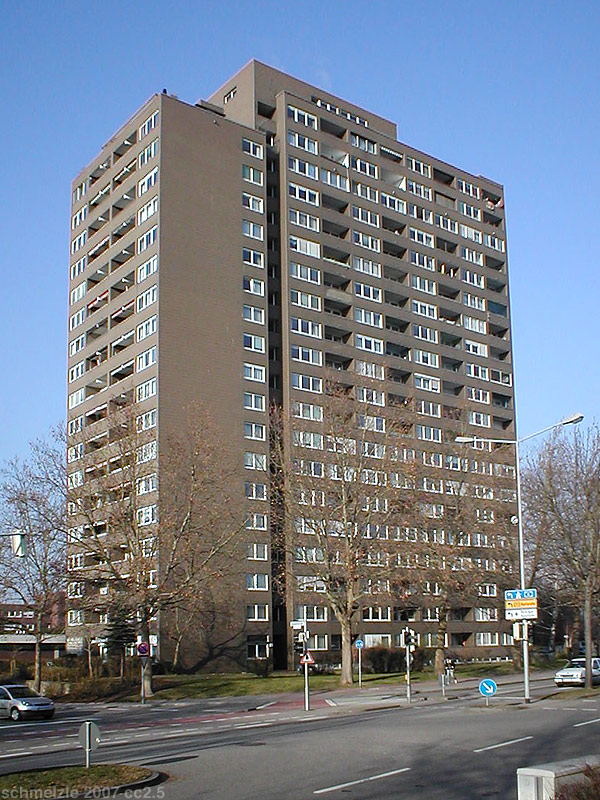
Das Rosenberg-Hochhaus

Das Rosenberg-Hochhaus an der Rosenbergstraße 44 ist ein Wohngebäude in der Stadt Heilbronn.
Errichtet wurde es 1973 nach Entwürfen der Architekten Ernst und Helmut Schaal. Es hat 24 Geschosse und ist 58 m hoch.
Es zählt zu den wenigen privaten Projekten der 1970er Jahre, die im Rahmen der Entwicklungsplanung der Stadt Heilbronn als Oberzentrum der Region Franken („Regionshauptstadt“) ausgeführt wurden. Wegen seiner Höhe war es in der Bevölkerung und bei der Denkmalpflege umstritten.

## Lage und Umgebung
Das Rosenberg-Hochhaus wurde auf historischem Heilbronner Boden errichtet.
Die frühesten germanischen Funde rechts des Neckars stammen aus Reihengräberfriedhöfen von um 500 auf dem Rosenberg.
Im 19. Jahrhundert entstanden auf dem Rosenberg die Brauerei Cluss sowie die später in der Süddeutschen Zucker AG aufgegangene Zuckerfabrik Heilbronn, deren Bau verschiedene architektonische Details der klassizistischen Schule Schinkels und Weinbrenners aufwies. Die Fabrikgebäude wurden 1971 abgebrochen, und auf dem Gelände entstand eine neue Wohnstadt.
Das im Mai 1973 eingeweihte Hochhaus ist mit 24 Geschossebenen 58 Meter hoch. Es umfasst 53.895 Kubikmeter umbauten Raum und bietet 11.400 Quadratmeter Wohnfläche in 235 Drei-, Zwei- und Ein-Zimmer-Wohnungen sowie 240 Stellplätze in der Tiefgarage.

## Durchführung und Rezeption
Das Bauwerk zählt zu den wenigen Großobjekten, die im Rahmen der Stadtentwicklungsplanung der Stadt Heilbronn in den 1970er Jahren von privater Seite durchgeführt wurden.
Der Bau des Hochhauses wurde in der Hoffnung, das Gebäude biete neue Möglichkeiten der Stadtsanierung, des Städtebaus und der Familienplanung, zuerst begrüßt. Die vorher dort befindlichen schadhaften Arbeiterwohnungen wurden abgebrochen und sollten durch moderne Neubauten ersetzt werden. Es sollte auch ein Kindergarten und eine Grundschule errichtet werden.
Das Gebäude war jedoch wegen seiner Höhe und Bauweise sehr umstritten. Die Denkmalpflege erhob Einwände gegen das Neubauprojekt Rosenberg-Hochhaus. Die Höhe mit über 20 Stockwerken wurde von den Denkmalpflegern im Hinblick auf die Stadtsilhouette und die Kilianskirche abgelehnt. So werde der Turm der Kilianskirche im Hinblick auf die Stadtsilhouette optisch beeinträchtigt. Das Hochhaus stelle ein „bauliches Extrem“ dar und sei mit der umgebenden Hügellandschaft nicht zu vereinbaren. Die Einsprüche seitens der Denkmalpflege wurden vom Heilbronner Gemeinderat zurückgewiesen. Es wurde von der Stadtverwaltung verkündet, dass man keine „seelenlose Hochhaussiedlung für immer mehr Bewohner“ anstrebe.
In der Bevölkerung stieß das Hochhaus – genannt „Wohnmaschine“ – auf Ablehnung.
Die Errichtung des Rosenberg-Hochhauses stellte eine Zäsur in der Heilbronner Stadtbaugeschichte dar, da der Gemeinderat von einer weiteren Bebauung der Stadt mit Wohntürmen Abstand nahm.